# Degeneria
Degeneria ist eine Pflanzengattung innerhalb der Magnolienartigen, die eine eigene Familie Degeneriaceae bildet. Sie kommt nur auf Fidschi vor. Sie haben, im Gegensatz zu den meisten anderen Vertretern der Bedecktsamer, drei bis vier Keimblätter.

## Beschreibung

### Erscheinungsbild und Blatt
Die beiden Degeneria-Arten wachsen als große Bäume, wobei Degeneria vitiensis eine Wuchshöhe von 35 Meter und einen Stammdurchmesser von einem Meter erreicht. Sie besitzen ätherische Öle. Die Blätter sind wechselständig, einfach, gestielt, und aromatisch. Sie besitzen keine Nebenblätter. Der Blattrand ist ganz, die Spreite ist fiederförmig geadert. In der Spreite gibt es keine Sekretbehälter, sehr wohl aber rundliche Zelle mit ätherischen Ölen.
Die Knoten sind pentalakunär, haben also fünf Blattspurstränge. Im Xylem kommen Fasertracheiden und normale Gefäße vor, deren Enden scalariform (treppenförmig) sind. Sie Siebröhren-Plastiden sind vom P-Typ und besitzen Proteinkristalle und Stärke.

### Blüten
Die Blüten sind zwittrig, die Bestäubung erfolgt durch Insekten (Entomophilie), wahrscheinlich durch Käfer (Cantharophilie). Die Blüten stehen einzeln hängend an langen Blütenstielen in den Achseln von Blättern. Sie sind mittelgroß bis groß. Die Blütenhülle ist in Kelch und Krone getrennt. Der Kelch besteht aus einem dreizähligen Wirtel und ist persistierend. Die 12 bis 18 Kronblätter sind größer als die Kelchblätter, fleischig und stehen in drei bis fünf Wirteln.
Das Androeceum besteht aus 30 bis 50 Staubblättern, die zentripetal reifen. Staminodien kommen vor und stehen zwischen fertilen Staubblättern und Gynoeceum. Die Staubblätter sind flächig und dreinervig. Die Pollensäcke öffnen sich mit Längsschlitzen oder mit länglichen Klappen. Das Tapetum der Antherenwand ist drüsig. Der monosulcate Pollen wird einzeln verbreitet und ist bei der Freisetzung zweizellig.
Das Gynoeceum besteht aus einem Fruchtblatt, das oberständig ist. Das Fruchtblatt ist unvollständig geschlossen, und bei Anthese noch großteils unverschlossen. Ein Griffel fehlt, das Narbengewebe befindet sich entlang der aneinanderliegenden Fruchtblattränder. Die Plazentation der Samenanlagen ist marginal (randständig) in einer Reihen entlang dem seitlichen Fruchtblattrand. Die Samenanlagen besitzen einen langen Funiculus, sind anatrop, bitegmisch und crassinucellat. Das äußere Integument der Samenanlage trägt nicht zur Bildung der Mikropyle bei. Der Embryosack entwickelt sich nach dem Polygonum-Typ.

### Frucht und Samen
Die nierenförmigen und bis zu 12 Zentimeter langen Früchte, sind ledrig mit einem harten Exokarp und enthalten 20 bis 30 Samen mit reichlich Endosperm, welches sich zellulär entwickelt. Dieses ist ruminat und ölig. Der Samen ist flach und hat eine orange-rote Sarkotesta. Der Embryo ist klein, aber gut differenziert, und besitzt drei (bis vier) Keimblätter. Die Früchte öffnen sich, worauf die Samen an den langen Funiculi aus der Frucht heraushängen. Die Samen werden von Vögeln verbreitet.

## Verbreitung
Die Gattung kommt endemisch auf drei der sieben „hohen“ Inseln des Fidschi-Archipels vor, unter anderem auf Viti Levu. Dort wachsen die Bäume an Berghängen in Regenwäldern.

## Systematik
Die Degeneriaceae sind innerhalb der Magnolienartigen die Schwestergruppe der Himantandraceae. Die einzige Gattung Degeneria I.W.Bailey & A.C.Sm. besteht aus zwei Arten:
- Degeneria vitiensis I. W. Bailey & A. C. Sm.[3] Sie kommt in Fidschi auf der Insel Viti Levu vor.[4]
- Degeneria roseiflora John M.Mill.[5] Sie kommt in Fidschi auf den Inseln Vanua Levu und Taveuni vor.[4]

Die Gattung wurde 1941 von Otto Degener entdeckt und 1942 von I. W. Bailey und A. C. Smith ihm zu Ehren benannt.